# Dumisa Ngobe
Dumisa Ngobe (Witbank, Sudáfrica, 5 de marzo de 1973) es un exfutbolista de Sudáfrica que jugaba en la posición de centrocampista.

## Carrera

### Club
| Periodo   | Club                     |
| --------- | ------------------------ |
| 1996-1997 | Kaizer Chiefs            |
| 1997-1999 | Orlando Pirates          |
| 1999-2000 | Gençlerbirliği SK        |
| 2000–2001 | Ankaragücü               |
| 2001–2002 | Orlando Pirates          |
| 2002–2003 | City Sharks Johannesburg |
| 2003      | Akçaabat Sebatspor       |
| 2004      | Moroka Swallows          |
| 2004      | Avendale Athletico       |
| 2005      | Maritzburg United        |
| 2006      | An Giang                 |
| 2006–2008 | Sabah FA                 |
| 2008      | Wits University FC       |

### Selección nacional
Debutó con Sudáfrica el 14 de septiembre de 1996 y su último partido fue el 15 de agosto de 2001, periodo en el que jugó 32 partidos internacionales y anotó dos goles; participó en los Juegos Olímpicos de Sídney 2000, la Copa FIFA Confederaciones 1997 y en dos ediciones de la Copa Africana de Naciones.